# Houji
Houji (后稷) ist der Name eines mythologischen Herrschers im antiken China. Der Name setzt sich zusammen aus den Begriffen hou für „Herrscher/Gott“ und ji für „Hirse/Getreide“, er wird häufig als Gott des Ackerbaus bezeichnet und verehrt.
Die Legende von Houji findet sich bereits in der ältesten bekannten chinesischen Gedichtsammlung Shi Jing. Houji gilt als Sohn von Kù, einem der fünf chinesischen Urkaiser und dessen Frau Jiang Yuan. Der Erzählung nach wurde Jiang Yuan schwanger, nachdem sie auf dem Feld in einen riesigen Fußabdruck des Kaisers fiel, was als Beweis für Houjis göttliche Herkunft und die übernatürlichen Fähigkeiten der Urkaiser angesehen wird.
Houji ist der mythologische Stammvater des Zhou-Volkes, der seinen Untertanen verschiedene Sorten von Getreide zugänglich machte und sie in deren Anbau und Ernte unterwies.